# Сборная Англии по футболу (до 16 лет)
Сборная Англии по футболу до 16 лет (англ. England national under-16 football team) — национальная футбольная команда, представляющая Англию в юношеских международных турнирах и товарищеских матчах, за которую имеют право выступать игроки возрастом 16 лет и младше. Сборная контролируется Футбольной ассоциацией Англии.

## История
С 1925 по 2014 год сборная Англии по футболу до 16 лет принимала участие в ежегодном турнире под названием Victory Shield, где также выступали сборные Шотландии, Уэльса и Северной Ирландии до 16 лет. После Второй мировой войны сборная Англии выигрывала Victory Shield единолично 35 раз, ещё восемь раз разделяла победу с Шотландией, дважды — с Уэльсом и ещё дважды — с Шотландией и Уэльсом вместе. В апреле 2015 года Футбольная ассоциация Англии объявила о выхода из турнира «на обозримое будущее» с целью предоставления возможности юным английским игрокам опыта игры со сверстниками не только с Британских островов, но из Европы и остальных регионов мира.
Также сборная Англии до 16 лет выступает во французском Турнире Монтегю. Англичане побеждали в этом турнире в 1978, 2000, 2008, 2009, 2011 и 2015 годах (при этом в 2008, 2011 и 2015 годах англичане обыгрывали в финале сборную Франции).

### Чемпионат мира по футболу среди юношеских команд
| Чемпионат мира для игроков до 16 лет | Чемпионат мира для игроков до 16 лет | Чемпионат мира для игроков до 16 лет | Чемпионат мира для игроков до 16 лет | Чемпионат мира для игроков до 16 лет | Чемпионат мира для игроков до 16 лет | Чемпионат мира для игроков до 16 лет | Чемпионат мира для игроков до 16 лет | Чемпионат мира для игроков до 16 лет |
| Год                                  | Поз.                                 | И                                    | В                                    | Н                                    | П                                    | МЗ                                   | МП                                   |                                      |
| ------------------------------------ | ------------------------------------ | ------------------------------------ | ------------------------------------ | ------------------------------------ | ------------------------------------ | ------------------------------------ | ------------------------------------ | ------------------------------------ |
| 1985                                 | Не прошла квалификацию               | Не прошла квалификацию               | Не прошла квалификацию               | Не прошла квалификацию               | Не прошла квалификацию               | Не прошла квалификацию               | Не прошла квалификацию               |                                      |
| 1987                                 | Не прошла квалификацию               | Не прошла квалификацию               | Не прошла квалификацию               | Не прошла квалификацию               | Не прошла квалификацию               | Не прошла квалификацию               | Не прошла квалификацию               |                                      |
| 1989                                 | Не прошла квалификацию               | Не прошла квалификацию               | Не прошла квалификацию               | Не прошла квалификацию               | Не прошла квалификацию               | Не прошла квалификацию               | Не прошла квалификацию               |                                      |
| Итого                                | -                                    | 0/3                                  | -                                    | -                                    | -                                    | -                                    | -                                    |                                      |

### Чемпионат Европы по футболу (до 16 лет)
| 1982  | Не участвовала         | Не участвовала         | Не участвовала         | Не участвовала         | Не участвовала         | Не участвовала         | Не участвовала         | Не участвовала         | -                                            | -                                            | -                                            | -                                            | -                                            | -                                            |
| 1984  | Бронза                 | 3-е                    | 4                      | 2                      | 1                      | 1                      | 6                      | 3                      | 4                                            | 4                                            | 0                                            | 0                                            | 13                                           | 2                                            |
| 1985  | Не участвовала         | Не участвовала         | Не участвовала         | Не участвовала         | Не участвовала         | Не участвовала         | Не участвовала         | Не участвовала         | -                                            | -                                            | -                                            | -                                            | -                                            | -                                            |
| 1986  | Не участвовала         | Не участвовала         | Не участвовала         | Не участвовала         | Не участвовала         | Не участвовала         | Не участвовала         | Не участвовала         | -                                            | -                                            | -                                            | -                                            | -                                            | -                                            |
| 1987  | Не участвовала         | Не участвовала         | Не участвовала         | Не участвовала         | Не участвовала         | Не участвовала         | Не участвовала         | Не участвовала         | -                                            | -                                            | -                                            | -                                            | -                                            | -                                            |
| 1988  | Не участвовала         | Не участвовала         | Не участвовала         | Не участвовала         | Не участвовала         | Не участвовала         | Не участвовала         | Не участвовала         | -                                            | -                                            | -                                            | -                                            | -                                            | -                                            |
| 1989  | Не участвовала         | Не участвовала         | Не участвовала         | Не участвовала         | Не участвовала         | Не участвовала         | Не участвовала         | Не участвовала         | -                                            | -                                            | -                                            | -                                            | -                                            | -                                            |
| 1990  | Не участвовала         | Не участвовала         | Не участвовала         | Не участвовала         | Не участвовала         | Не участвовала         | Не участвовала         | Не участвовала         | -                                            | -                                            | -                                            | -                                            | -                                            | -                                            |
| 1991  | Не участвовала         | Не участвовала         | Не участвовала         | Не участвовала         | Не участвовала         | Не участвовала         | Не участвовала         | Не участвовала         | -                                            | -                                            | -                                            | -                                            | -                                            | -                                            |
| 1992  | Не участвовала         | Не участвовала         | Не участвовала         | Не участвовала         | Не участвовала         | Не участвовала         | Не участвовала         | Не участвовала         | -                                            | -                                            | -                                            | -                                            | -                                            | -                                            |
| 1993  | Групповой этап         |                        | 3                      | 1                      | 1                      | 1                      | 2                      | 3                      | 4                                            | 3                                            | 1                                            | 0                                            | 12                                           | 2                                            |
| 1994  | Четвертьфинал          | 5-8                    | 4                      | 2                      | 2                      | 0                      | 6                      | 4                      | 4                                            | 2                                            | 2                                            | 0                                            | 4                                            | 1                                            |
| 1995  | Четвертьфинал          | 5-8                    | 4                      | 2                      | 1                      | 1                      | 6                      | 4                      | 2                                            | 2                                            | 0                                            | 0                                            | 7                                            | 2                                            |
| 1996  | Четвертьфинал          | 5-8                    | 4                      | 2                      | 0                      | 2                      | 5                      | 4                      | 2                                            | 2                                            | 0                                            | 0                                            | 6                                            | 0                                            |
| 1997  | Не прошла квалификацию | Не прошла квалификацию | Не прошла квалификацию | Не прошла квалификацию | Не прошла квалификацию | Не прошла квалификацию | Не прошла квалификацию | Не прошла квалификацию | 2                                            | 0                                            | 1                                            | 1                                            | 3                                            | 7                                            |
| 1998  | Не прошла квалификацию | Не прошла квалификацию | Не прошла квалификацию | Не прошла квалификацию | Не прошла квалификацию | Не прошла квалификацию | Не прошла квалификацию | Не прошла квалификацию | 3                                            | 1                                            | 2                                            | 0                                            | 4                                            | 2                                            |
| 1999  | Четвертьфинал          | 5-8                    | 4                      | 2                      | 2                      | 0                      | 6                      | 3                      | 4                                            | 2                                            | 2                                            | 0                                            | 4                                            | 1                                            |
| 2000  | Групповой этап         |                        | 3                      | 0                      | 0                      | 3                      | 4                      | 7                      | 2                                            | 2                                            | 0                                            | 0                                            | 9                                            | 0                                            |
| 2001  | Полуфиналы             | 4-е                    | 6                      | 2                      | 1                      | 3                      | 6                      | 12                     | Квалифицировалась в качестве хозяйки турнира | Квалифицировалась в качестве хозяйки турнира | Квалифицировалась в качестве хозяйки турнира | Квалифицировалась в качестве хозяйки турнира | Квалифицировалась в качестве хозяйки турнира | Квалифицировалась в качестве хозяйки турнира |
| Итого | Полуфинал (2)          | 8/19                   | 32                     | 13                     | 8                      | 11                     | 41                     | 40                     | 25                                           | 18                                           | 8                                            | 1                                            | 62                                           | 17                                           |

## Достижения
Чемпионат Европы (до 16 лет)
- Третье место: 1984
- Четвёртое место: 2001

Victory Shield
- Чемпион (35)
- Разделённая победа (12)

Турнир в Монтегю
- Чемпион (6): 1978, 2000, 2008, 2009, 2011 и 2015